# Printtextur

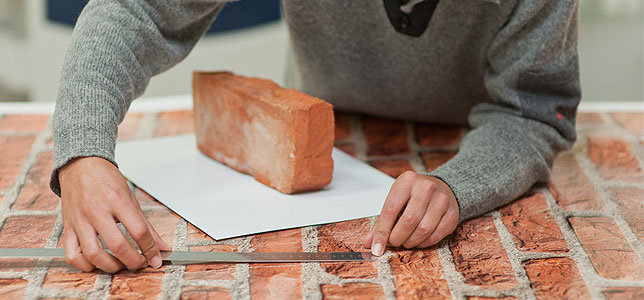
Anwendung und Erstellung Printtexturen

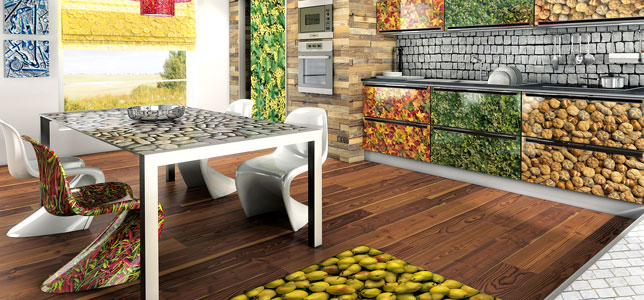
Räumliche Darstellung der Anwendung von Printtexturen

Eine Printtextur ist ein digitalisiertes Bild einer Oberflächenstruktur. Die Bilder zeigen Motive von natürlichen Stoffen und Materialien wie Steinen, Leder, Holz, Wolle und Textilien.

## Anwendung
Printtexturen werden in Grafikprogrammen benutzt, um Flächen und Körper mit entsprechenden Mustern und Strukturen zu versehen. Beliebige Flächen wie Böden oder Wände, aber auch Arbeitsflächen und Möbel, Keramik und Textilien können damit überzogen werden. Diese Printtexturen lassen sich auch hervorragend in der Produktpräsentation wie z. B. auf Messen oder zur Produktion von Riesenpostern einsetzen. Weitere Anwendungen finden sich auch in der 3D-Dokumentation. Texture-Mapping (bedeutet Musterabbildung) bezeichnet ein Verfahren der 3D-Computergrafik. Es dient dazu, die Flächen dreidimensionaler Oberflächenmodelle mit zweidimensionalen Bildern – sogenannten „Texturen“ – und neuen Oberflächeneigenschaften zu belegen.

## Herstellung
Neue Techniken wie z. B. 3-D-Scanner, ermöglichen heute Printtexturen in extremer Auflösung, Datengröße ohne Verzerrungseffekt, wie es bei klassischen Fotografien durch den Linseneffekt der Fall ist. Diese sogenannten HQ-Daten werden vorwiegend im hochqualitativen, großformatigen Digitaldruck eingesetzt.